# Kid Chameleon
Kid Chameleon (Japans: カメレオン キッド) is een computerspel voor de Sega Mega Drive. Het spel werd uitgebracht in 1992 en is een horizontaal scrollend platformspel dat zich afspeelt in een virtual realityspel genaamd 'Wild Side'. De speler moet een stel kinderen redden die gevangen zijn genomen. Het spel omvat meer dan 100 levels die in volgorde zonder wachtwoordfunctie gespeeld moeten worden om het einde te bereiken.

## Platforms
| jaar | platform            |
| ---- | ------------------- |
| 1992 | Sega Mega Drive     |
| 2007 | Wii Virtual Console |
| 2010 | Windows             |

## Ontvangst
| Beoordeeld door                | Platform        | Datum           | Score |
| ------------------------------ | --------------- | --------------- | ----- |
| Player One                     | Sega Mega Drive | juni 1992       | 92%   |
| Gamers (Duitsland)             | Sega Mega Drive | februari 1992   | 91%   |
| ASM (Aktueller Software Markt) | Sega Mega Drive | april 1992      | 83%   |
| The Video Game Critic          | Sega Mega Drive | 4 juni 2006     | 83%   |
| Jeuxvideo.com                  | Wii             | 3 december 2010 | 80%   |
| Sega Force                     | Sega Mega Drive | september 1992  | 80%   |
| GameSpot                       | Wii             | 11 juni 2007    | 69%   |
| IGN                            | Wii             | 20 juni 2007    | 65%   |
| Nintendo Life                  | Wii             | 29 mei 2007     | 60%   |
| Eurogamer.net (GB)             | Wii             | 2 juni 2007     | 60%   |